# Joey le Soldat
Joey le Soldat, de son vrai nom Joël Wendtouin Sawadogo, est un rappeur burkinabè né en 1985 à Koumbri. Il est reconnu pour ses textes engagés. Son rap est bilingue, un mélange de français et de mooré, une langue locale burkinabè.

## Biographie

### Enfance, études et débuts
Issu d’un quartier où le hip-hop américain est présent à tous les coins de rue, Joey le soldat découvre ce style musical grâce à son frère aîné. Ses premières influences musicales sont le groupe de rap américain Wu Tang Clan à l'âge de 14 ans, les groupes de rap français comme IAM, NTM, Troisième oeil, Fonky Family, Positive black soul, Pee Froiss, Daara-J du Sénégal, Tata Pound du Mali, Yeleen et Faso Kombat du Burkina Faso.
Fils d'un indépendantiste et petit-fils d'un tirailleur, il baigne dans l'univers du rap dès l'enfance et commence à écrire ses propres textes au lycée. Il commence ensuite à rapper avec des amis à Tanghin, son quartier à Ouagadougou et forme son premier groupe, appelé Phénomène.
Son nom de scène "Joey le Soldat" est un hommage à son grand-père et reflète son engagement en tant que "soldat" des mots.
Après ses études secondaires au lycée Beni-so, Joey le Soldat poursuit des études en lettres modernes à l'université de Ouagadougou. En 2009, il obtient son diplôme en lettres modernes de l'université de Ouagadougou.

### Carrière musicale

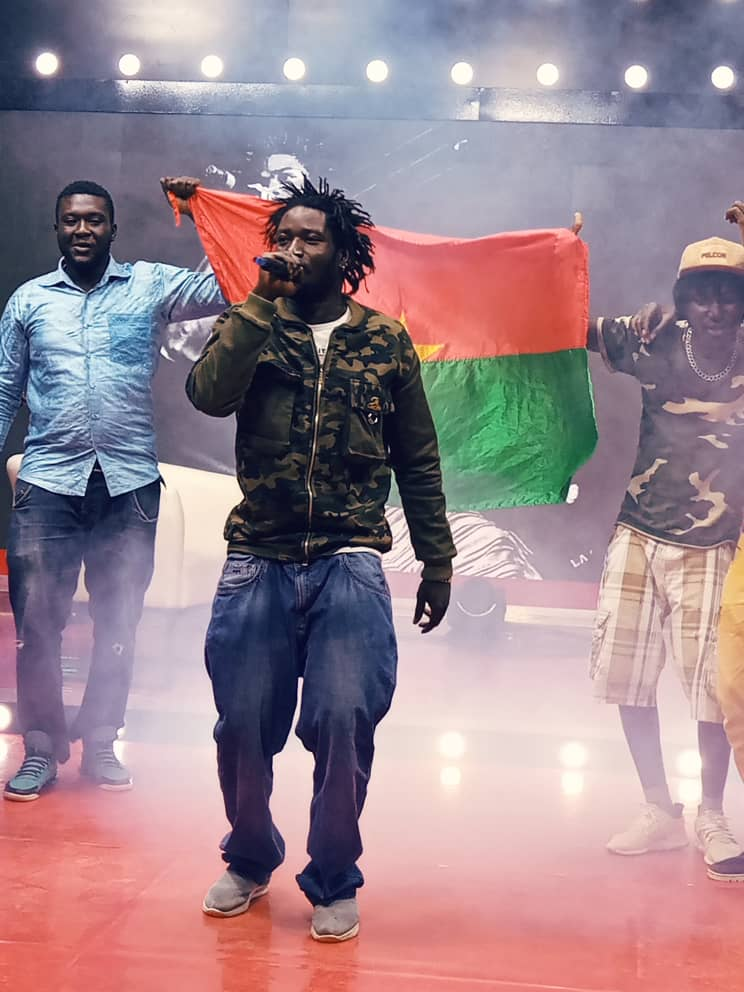

Après l'obtention de son diplôme, il se lance sur la scène hip-hop burkinabé. La même année, il remporte le clash d'improvisation du festival "Waga Hip Hop"(aujourd'hui Waga festival). Il participe également à l'organisation de Sound Systems dans son quartier pour promouvoir la culture hip-hop. En 2012, il signe avec le label "Tentacule Records" et sort son premier album "La parole est mon arme",. Ce premier opus est salué par la critique internationale pour son engagement social et son style. Parallèlement, il co-fonde le groupe "WAGA 3000", avec le beatmaker français Dj Form et le rappeur burkinabé "Art melody", afin d'étendre son influence sur la scène musicale ,.
En 2014, il sort son deuxième album "Burkin Bâ", qui connait un succès notable en France et au Burkina Faso. L'album se caractérise par des influences hip hop, électro ou raggas, reflétant les réalités sociales et politiques du Burkina ,. Diffusé régulièrement sur RFI pendant deux mois grâce à Claudy Siar, l'album lui vaut la deuxième place du concours "Prix découvertes RFI" en 2015 et une nomination dans la catégorie Hip Hop des "Awards Burkina Faso". Il est également la tête d'affiche du "Waga Hip Hop Festival". L'album lui permet aussi de faire sa première tournée européenne, avec des concerts en France, en Allemagne et en Italie. Au fil des années, Joey le Soldat enchaîne des projets musicaux à succès, dont "Barka" en 2017, consolidant ainsi sa réputation d'artiste engagé ,.
Après trois ans d'absence, le rappeur burkinabé revient avec son quatrième album, "Back to the Roots", en 2022 ,. Cet album de quatorze titres marque un retour aux sources de son style musical, produit par son propre label "SodasMuzik". Il collabore avec des musiciens de différents horizons, ce qui lui donne une perspective internationale. L'artiste explore l'esthétique du rap des années 80, les sons traditionnels africains et les rythmes modernes. Enregistré et conçu à Ouagadougou, une première pour l'artiste, des compositions musicales provenant de régions aussi diverses que New York, Paris, Havre et Dubaï enrichissent la palette sonore de l'album. Joey le Soldat continue à utiliser sa musique comme un moyen de sensibiliser et de mobiliser contre les injustices sociales et politiques en Afrique. Ce quatrième projet est chanté en français mais aussi en mooré.

## Discographie

### Singles
- WOTO (feat. Newton Colours), 2018
- État d’urgence, 2019[22].

## Distinctions

### Prix
Deuxième du concours "Prix Découvertes RFI" 2015

### Nomination
Nommé aux Awards Burkina Faso dans la catégorie Hip Hop

## Engagement social et politique
Joey le Soldat est connu pour son activisme social et politique, utilisant sa notoriété pour défendre les droits de l'homme, la justice sociale et l'égalité. Il participe régulièrement à des manifestations et des campagnes de sensibilisation, et ses chansons abordent souvent des questions telles que le racisme, la pauvreté, et l'exploitation des ressources en Afrique. Porte-voix de la jeunesse, il compose des textes engagés dont certains ont été repris par les manifestants, lors de l’insurrection populaire de 2014 qui renverse l’ancien président Blaise Compaoré ,.
En 2018, il participe à un projet du "Réseau Sahel Désertification (ReSaD)", soutenu par des artistes du sahel pour appuyer la régénération rurale et les efforts de lutte contre la désertification. Une collaboration qui se matérialise à travers la production d'un clip "Sahel paalga".